# Åsele
Åsele est une localité de Suède, chef-lieu de la commune d'Åsele, dans le comté de Västerbotten, au sud-est de la Laponie suédoise. Traversée par le fleuve Ångermanälven, elle est surtout connue pour son marché annuel, l'un des plus grands et des plus anciens de Suède, remontant au XVIIe siècle.